# Phytomyza humilis
Phytomyza humilis este o specie de muște din genul Phytomyza, familia Agromyzidae, descrisă de Spencer în anul 1969. Conform Catalogue of Life specia Phytomyza humilis nu are subspecii cunoscute.